# 避難はしご
避難はしご（ひなんはしご）とは、避難するために使用するはしごのこと。避難器具としては基本的なものであり、設置対象となっている防火対象物のほとんどに使用することができる。

## 概要
避難はしごには使用方法により、固定はしご、立てかけはしご、つり下げはしご、ハッチ用つり下げはしごの4種類に分けられる。また材料により、金属製はしごと金属製以外のはしごに分けられ、金属製はしごは国家検定の対象品目になっている。

## 設置について
避難はしごを4階以上に設置する場合は、バルコニーに設置し、金属製の固定はしごまたは金属製の吊り下げはしごを使用しなければならない。さらに降下口が直下階の降下口と同一垂線上にならないよう、千鳥配置などにしなければならない。
避難はしごの降下空間は、縦棒の中心からそれぞれ外方向に20cm以上と、器具の前面から奥行き65cm以上で、地盤面などの降下面までの角柱形内とし、避難空地は降下空間の水平投影面積とする。
それぞれのはしごの設置方法は以下のとおり。
固定はしご
固定はしごは、防火対象物の柱、床、梁など構造上堅固な部分または堅固に補強された部分に、ボルト締め、埋め込み、溶接などの方法で堅固に取付ける。
固定はしごの横さんと防火対象物の距離は10cm以上とする。
固定はしごの降下口は、直径50cm以上の円が内接する大きさとする。
立てかけはしご
立てかけはしごの上部、下部には滑り止めをつける。
吊り下げはしご
吊り下げはしごの取付け具は、防火対象物の柱、床、梁など構造上堅固な部分または堅固に補強された部分に、吊り下げはしごを容易に取付けることができるように設置する。ただし、堅固な窓台などに直接吊り下げる場合には、取付け具を設置する必要はない。
取付け具（避難器具用ハッチを除く）に使う材料は、強度や耐久性があり、かつ耐食性のない材質のものは耐食加工を施したものとする。
使用のときの吊り下げはしごの横さんと防火対象物との距離は10cm以上とする。

## 注意点

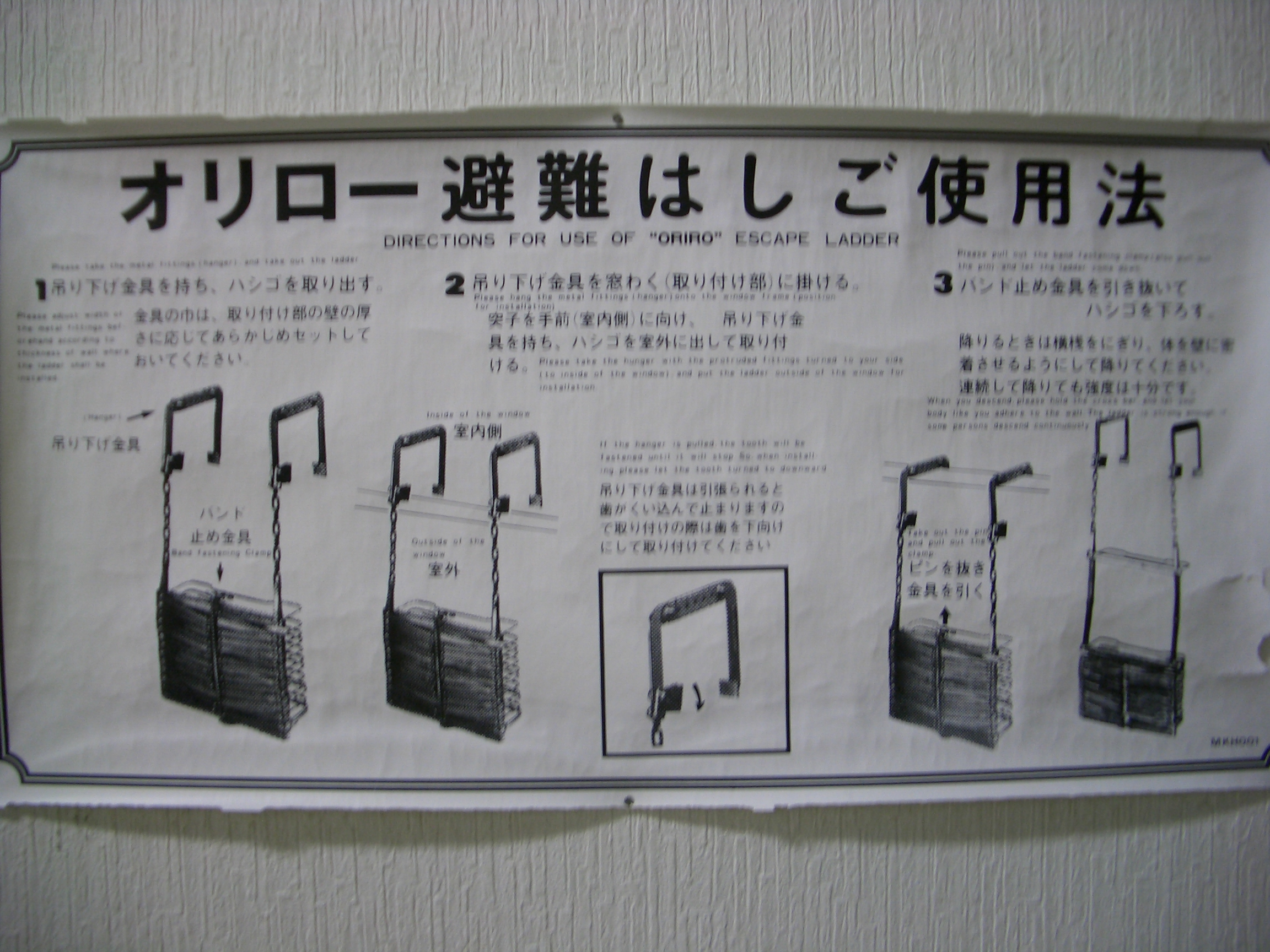
オリロー（ORIRO 松本機工）

固定はしごのように建築物と一体化しているものは、泥棒などがそれを使って侵入するおそれがあるので、外部の人間が簡単に固定はしごのある場所まで行けないようにするなど、防犯対策を考えながら設置する必要がある。